# 慰安

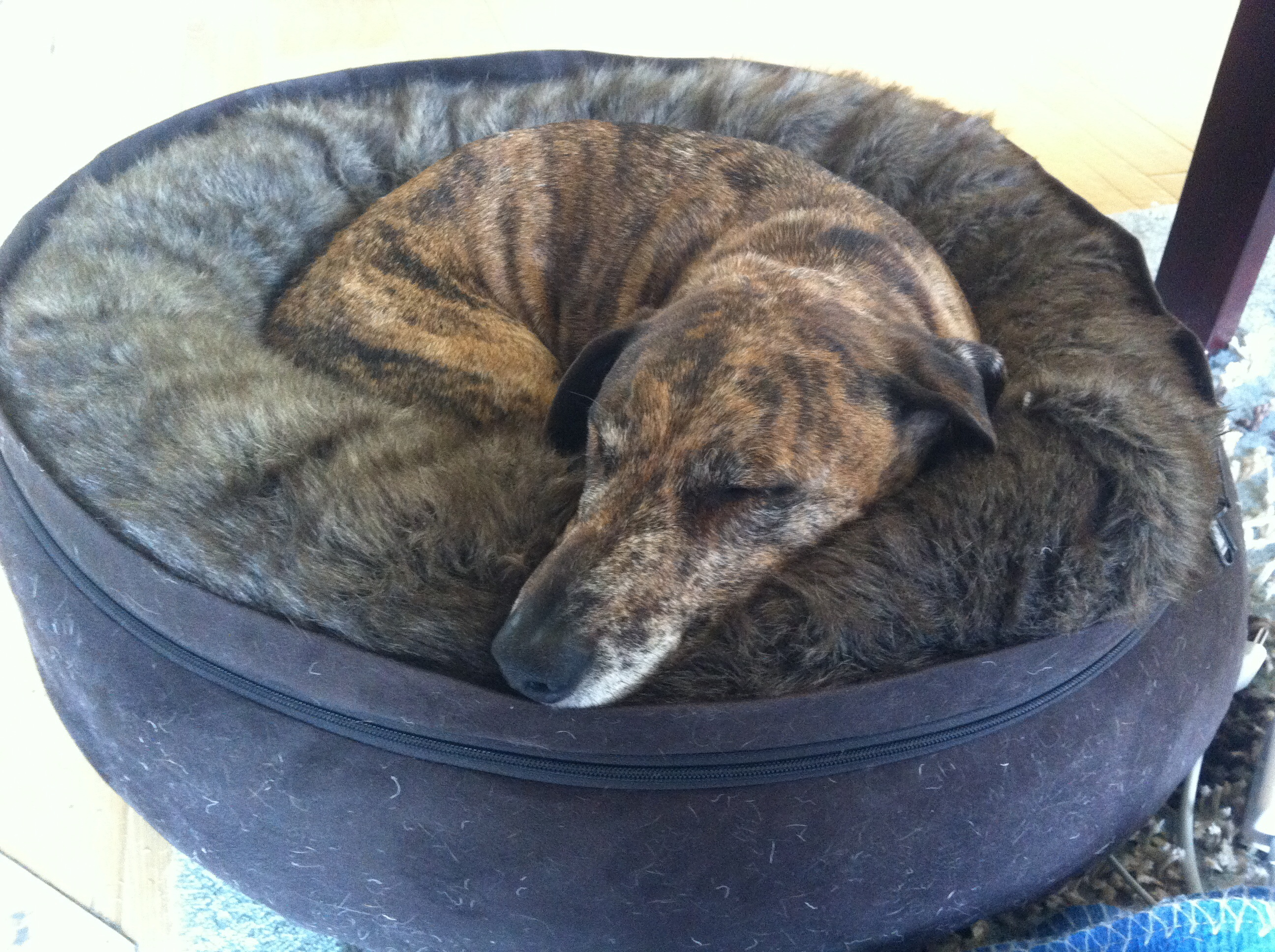
慰安犬

慰安（Comfort  または快適 being comfortable）とは、心をなぐさめ、労をねぎらうこと。また、そのような事柄である。物理的または心理的な感覚で快感、多くの場合苦難の欠如として特徴付ける。
用語としては、現代でも組織が行う福利厚生のひとつとして「慰安旅行」といった形で使用される。
快適さが不足している人は、不快（uncomfortable）、不快感（discomfort）とあらわす。
ある程度の心理的快適さは、身近な活動に従事すること  身近な物体の存在を維持すること  、快適な食べ物の摂取など、楽しい思い出に関連する体験を再現することによって達成が可能である。
病気やけがをした人に快適さを提供することはヘルスケアの1つの目標であり、回復を促進することができるため、快適さはヘルスケアにおいて特に懸念される。 
心理的な快適さを提供するものに囲まれている人は、「彼らの快適ゾーンにいる」と表現されるかもしれないが、ポジティブな連想の個人的な性質のために、心理的な快適さは非常に主観的である。

## 由来
1906年にはすでに、いわゆる見舞い文をもって「慰安の文」として使われている。これは勤務慰問、留守見舞、時候見舞、病気見舞、洪水見舞、火事見舞、地震見舞などである。相手に安らかであって欲しいと願う文である。
1908年には企業による従業員への慰安として、鉱山施設の娯楽施設に関する記述がある。これは年に一度、２〜３日山神祭りを行い、芝居や余興をし酒肴を若干のお金でもって提供するもので、正月やお盆に祭日を設け死者を鎮魂し遺族を慰労するものである。そして、そのための施設として娯楽場を建設し演劇の観覧したが、普段はこれを幼児保育所として活用していたとしている。その他、夏季に清涼な休憩所を設け随意に休憩睡眠できるようにすることをもって慰安とするところ、鉱山によっては幻灯機蓄音器を備え芝居や活動写真を提供するところもあった。
1976年以降に使われ始めた朝鮮における「慰安婦」などは特殊な用例で、朝鮮の同時代における「一般的な慰安」の実際は以下のようなものであった。

慰安
従事員慰安に関する施設は主として局友会に於て之を実施す。
局友会は全従事員を会員とし本部を本局内に支部を釜山・大田・京城・京城工場・平壌・元山・城津の７箇所に、会場を釜山・馬山・大邱・慶州・大田・裡里・木浦・光州・京城・仁川・新幕・平壌・定州・新養州・元山・福渓・威興・高城・城津・新北青・羅南・清津の２２箇所に置く。
本年度事業概況並に其の収支次の如し。
（1）運動会
　支部に於て従事員及家族の慰安を主とする運動会並に野遊会を春秋の好期に開催せり。
（２）慰安
　（イ）娯楽機関の設備少く平素慰安の機会に乏しき中間駅所在勤者及其家族の為活動写真班を巡回せしめたり。
　（ロ）建設線及現場員慰安の為芸人班或は活動写真班を派遣するの外各工事区に慰安費若干を分配せり。
　（ハ）本支部会場に於て落語、講談、浪花節、活動写真其他を聘し随時慰安会を開催せり。
　（ニ）知名の士を招聘し沿線主要地に於て又地方巡回講師を委嘱し各支部管内に於て修養に関する講演会を又青葉町及び金剛山に於て各四日間に亘り修養講習会を開きたり。
　（ホ）朝鮮人従事員及其家族の為特別慰安会を開催せり。
（３）児童保護
　児童心身の健全なる発達を期し学齢未満児の保育並に託児を行ひ尚ほ児童を一圓とする「子供の会」を開く、現在児童遊園開設箇所は龍山、西大門、釜山及び平壌なり。

### 熱的快適性

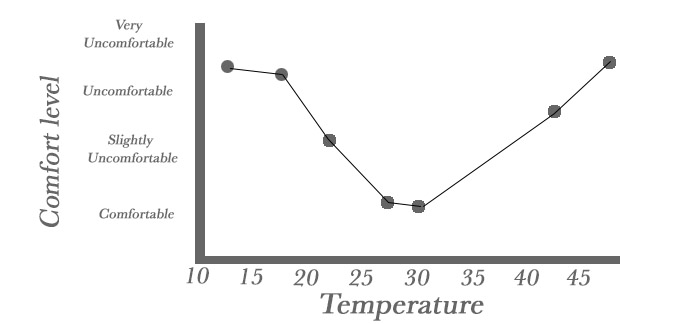
温度の平均快適レベル

### 衣類の快適さ

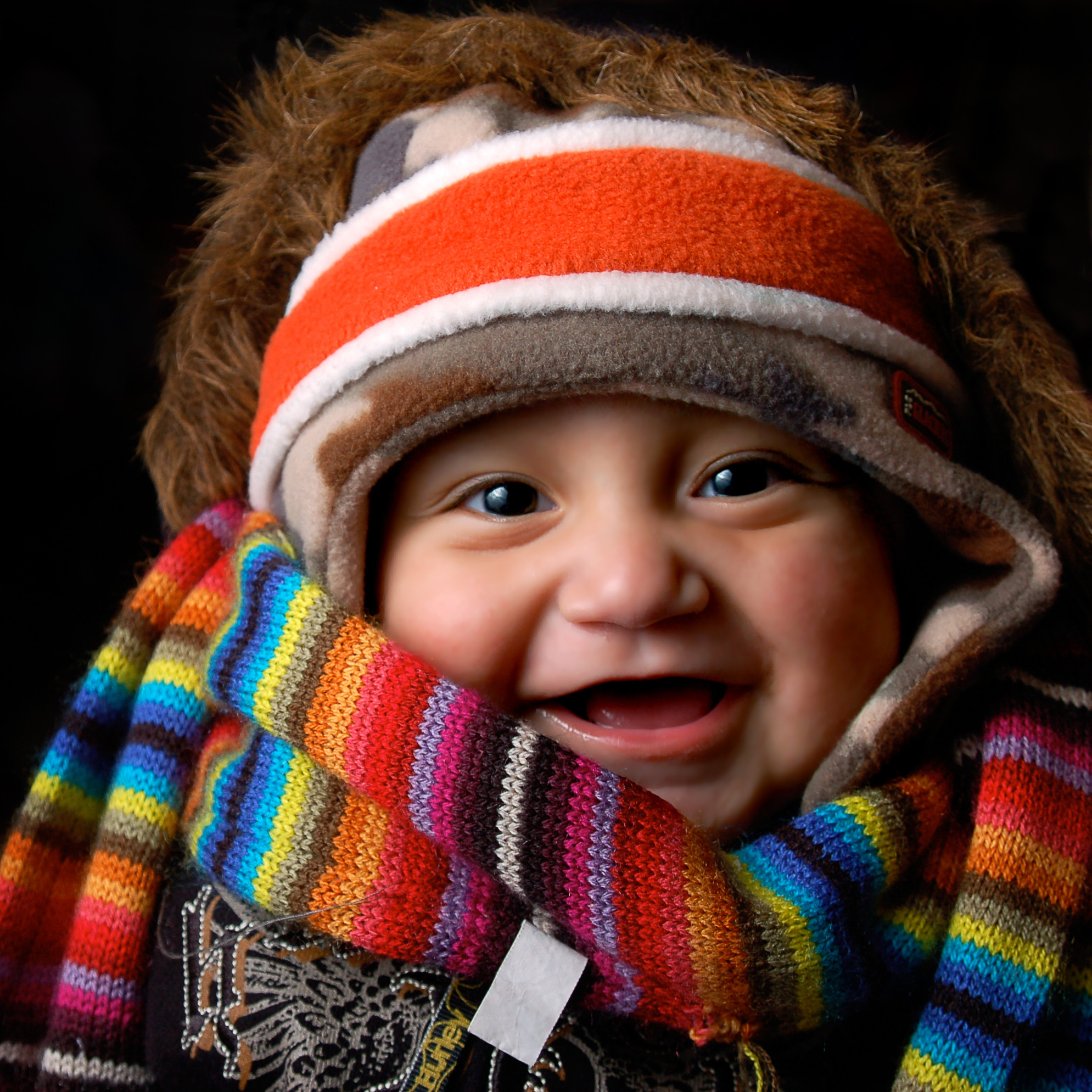
ヘッドバンド、キャップ、毛皮で裏打ちされたコート、スカーフ、セーターなど、多くの防寒着を着ている赤ちゃん

## コンセプト

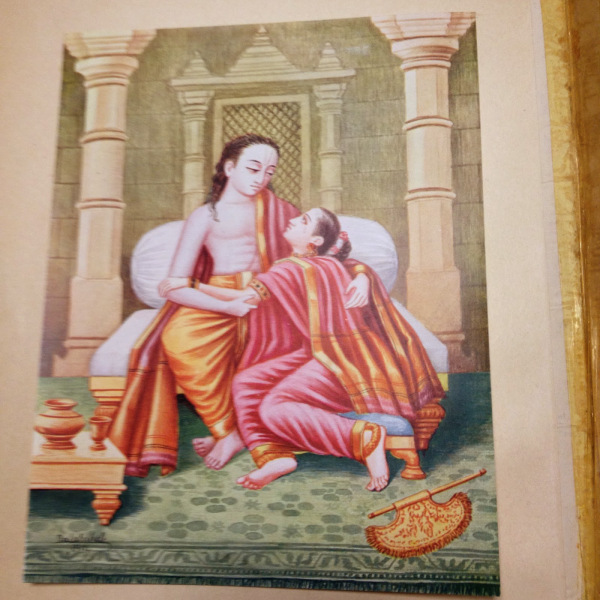
ラマはシーターを慰める

### 食べるとホッとする料理

#### 生理学的反応
|                      | Favorite comfort foods    | Percent mentioning item as their favorite comfort food |
| -------------------- | ------------------------- | ------------------------------------------------------ |
| Snack- related foods | Potato chips              | 23                                                     |
| Snack- related foods | Ice cream                 | 14                                                     |
| Snack- related foods | Cookies                   | 12                                                     |
| Snack- related foods | Candy / chocolate         | 11                                                     |
| Meal- related foods  | Pasta or pizza            | 11                                                     |
| Meal- related foods  | Steak or beef burgers     | 9                                                      |
| Meal- related foods  | Casseroles or side dishes | 9                                                      |
| Meal- related foods  | Vegetables or salads      | 7                                                      |
| Meal- related foods  | Soup                      | 4                                                      |

## 法令
2016年時点の日本の法令では従業者に対する厚生福利の一部を成す概念として、たとえば以下の規制文書に、この言葉が用いられている。
- 高速道路事業等会計規則（平成17年6月1日国土交通省令第65号）
- 東京湾横断道路事業会計規則（昭和63年1月21日建設省令第1号）
- 鉄道事業会計規則（昭和62年2月20日運輸省令第7号）
- 法人税法施行令（昭和40年3月31日政令第97号）
- 自動車道事業会計規則（昭和39年3月31日運輸省・建設省令第3号）
- 租税特別措置法（昭和32年3月31日法律第26号）
- ガス事業会計規則（昭和29年4月1日通商産業省令第15号）
- 船員職業安定法（昭和23年7月10日法律第103号）
- 船員職業安定法施行規則（昭和23年11月10日運輸省令第32号）
- 船員法（昭和22年9月1日法律第100号）

これら同様2016年時点で有効な法規制文書である「昭和10年（1935年）5月15日付けの内務省社会局保険部長発各健康保険組合理事長宛通知第339号 保健施設ニ関スル件」によると、保健施設のうち「健康ノ保持以外ノコトヲ主タル目的トスル施設」で「健康祝賀会ノ開催等慰安」を行う施設として「慰安」が用いられている。
このように、日本の法令では「慰安」が保険衛生に基づき事業者が従業者に与す厚生福利の一部であり、その会計上の費用細目としても用いられている。